# Mithat Bayrak
Mithat Bayrak (né le 3 mars 1929 et mort le 20 avril 2014) est un lutteur turc spécialiste de la lutte gréco-romaine. Il commence sa carrière en 1948 et participe à deux reprises aux Jeux olympiques (1956 et 1960). Lors de ses deux participations, il combat dans la catégorie des poids mi-moyens et remporte, les deux fois, le titre olympique.

## Palmarès

### Jeux olympiques
- Jeux olympiques de 1956 à Melbourne,  Australie
  -  Médaille d'or.
- Jeux olympiques de 1960 à Rome,  Italie
  -  Médaille d'or.